# Rookgordijn

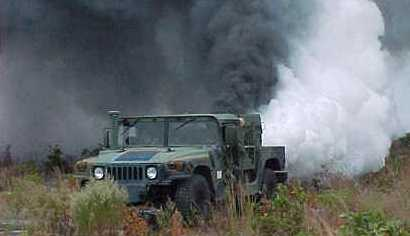
Het creëren van een rookgordijn.

Een rookgordijn is een rooklaag die andere zaken uit het zicht houdt of verdoezelt. In de communicatie kan in overdrachtelijke zin een rookgordijn worden opgeworpen, wat wil zeggen dat met tactiek iemand kan worden afgeleid van het eigenlijke (gespreks-)onderwerp.

## Militair
Bij militaire inzet worden rookgordijnen ingezet om bijvoorbeeld een verrassingsaanval op te zetten of een gebied te kunnen verdedigen. Of om een schip, voertuig of personeel enige tijd aan visuele, IR- of radarwaarneming te onttrekken.
Om rookgordijnen te maken gebruikt men rookgranaten die door mortieren of artillerie worden verschoten, rookbommen die door vliegtuigen worden geworpen, rookgeneratoren, rookhandgranaten of rookbussen die door een rookbuslanceerinrichting (RBLI) op een voertuig verschoten worden.

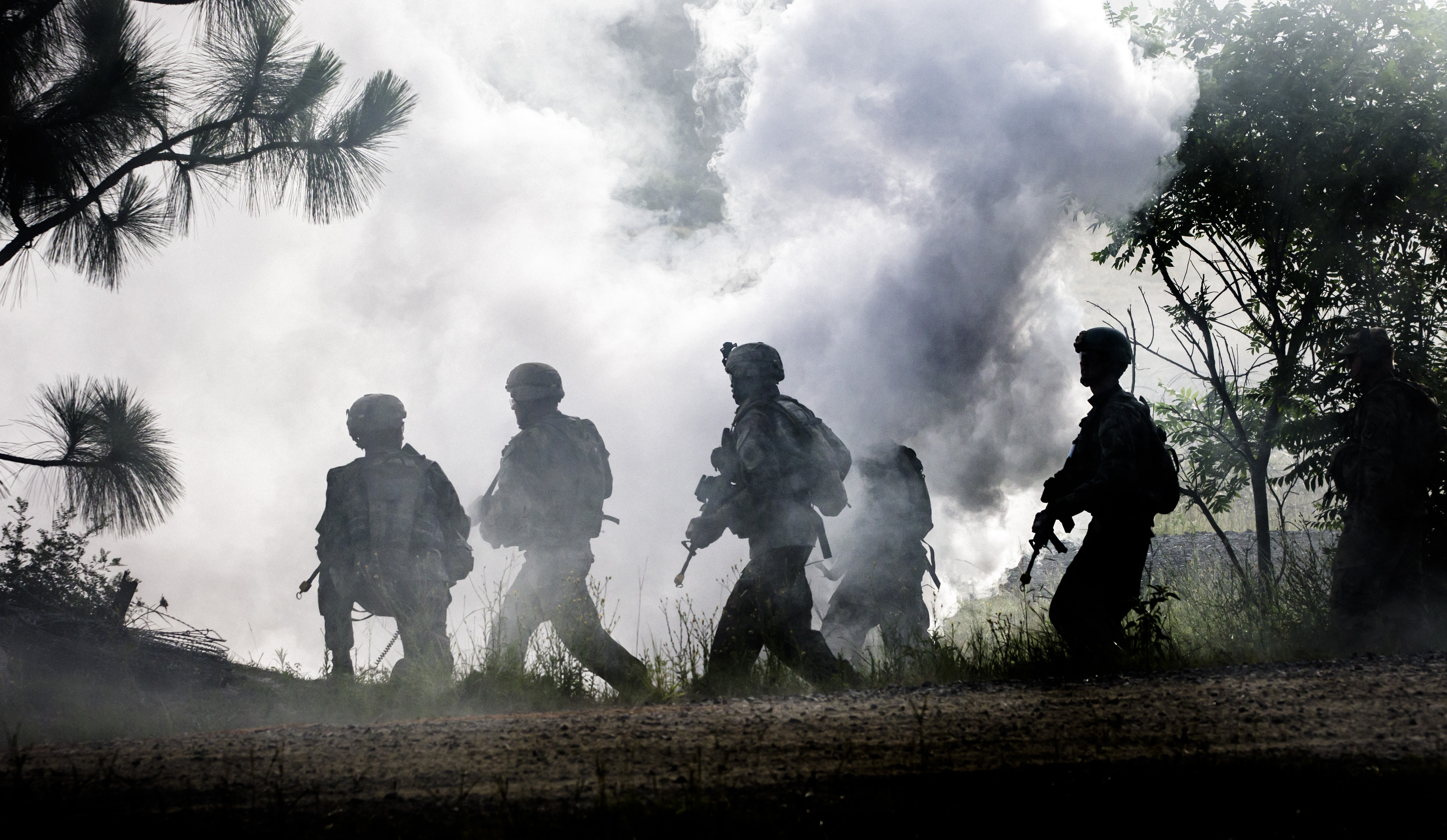
Soldaten rukken op onder dekking van een rookgordijn tijdens een oefening
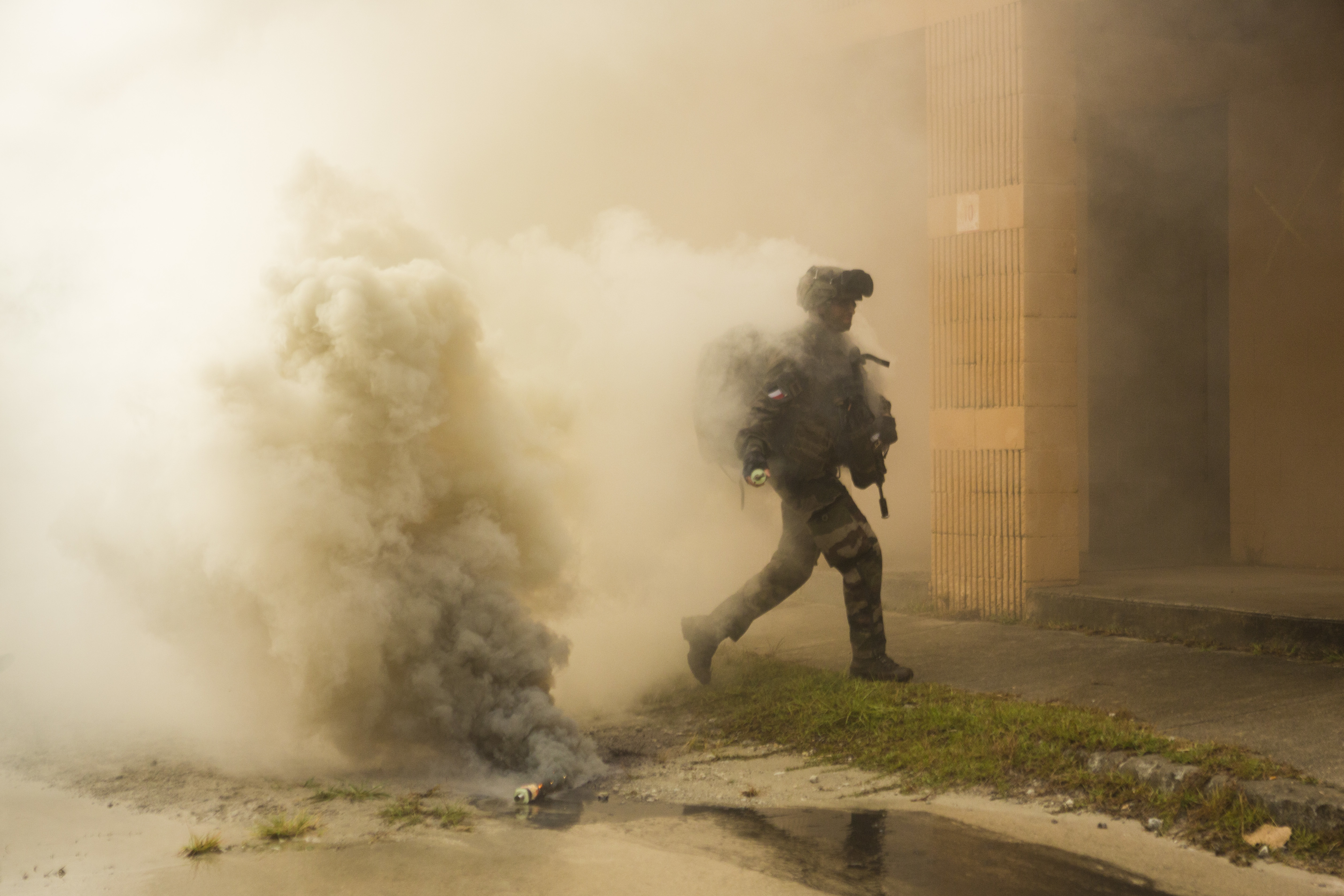
Een Franse Legionair rent door een rookgordijn
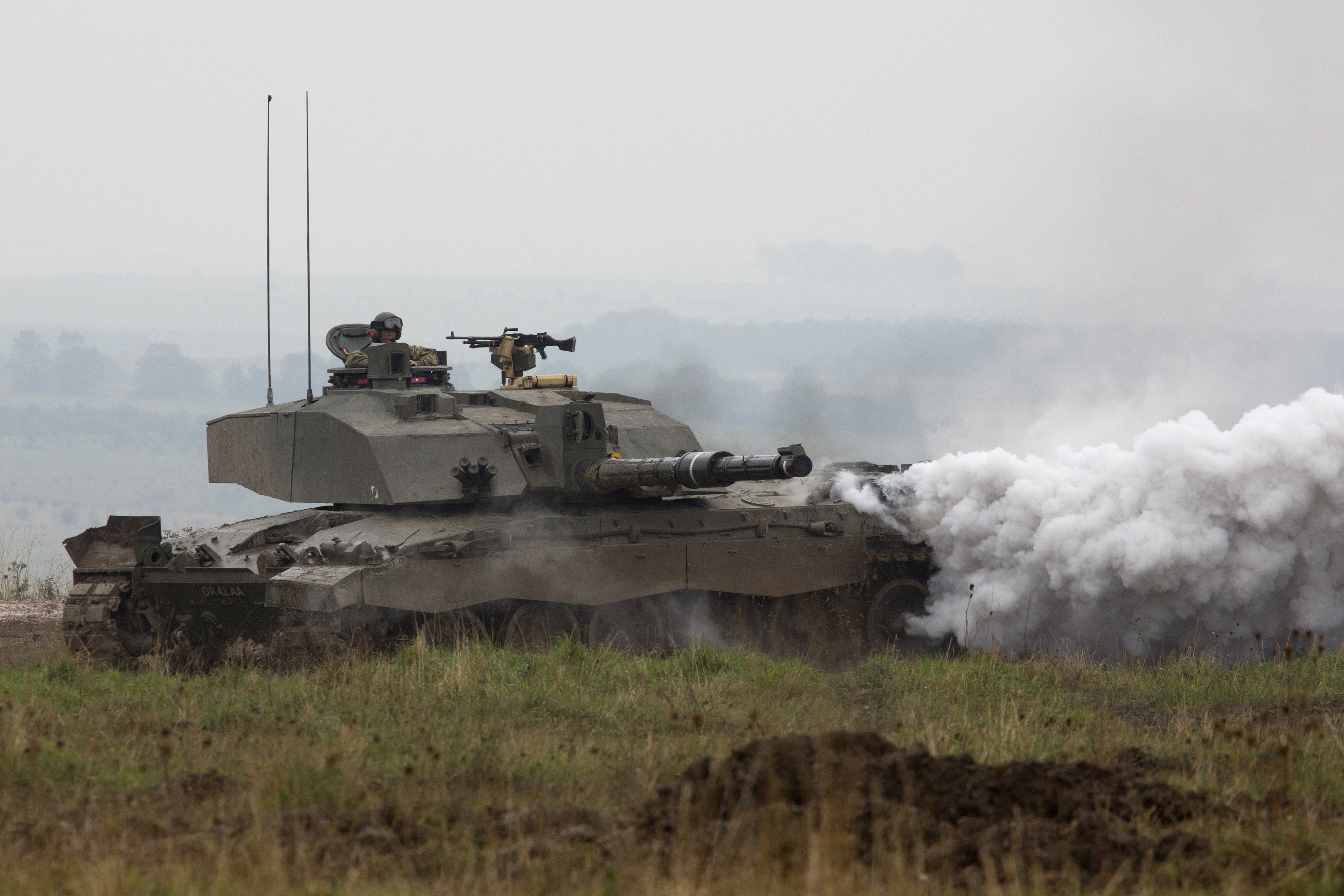
Challenger 2 legt een rookgordijn met behulp van de eigen rookgenerator
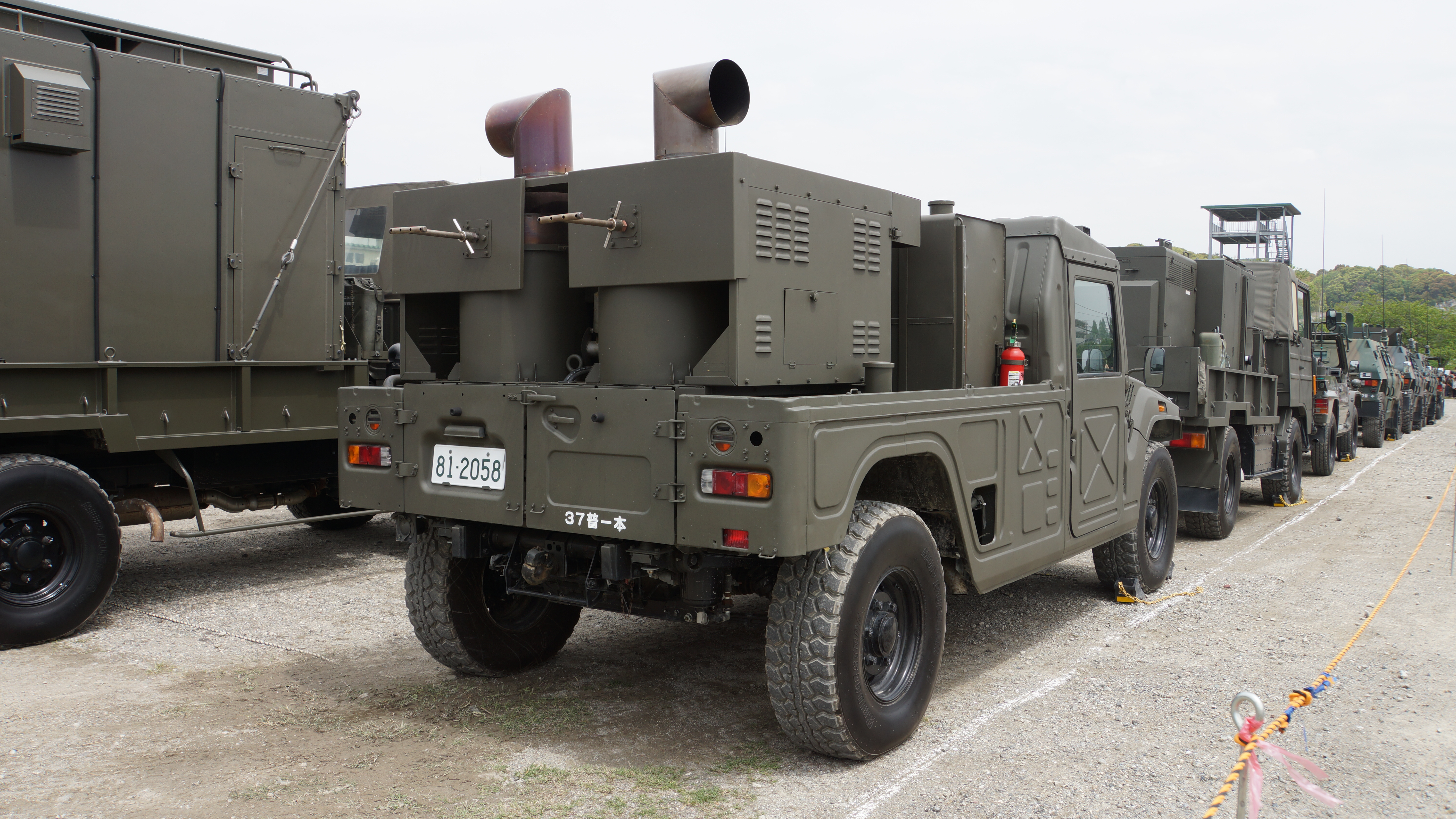
Rookgenerator achterop een Toyota Mega Cruiser van de Japanse strijdkrachten
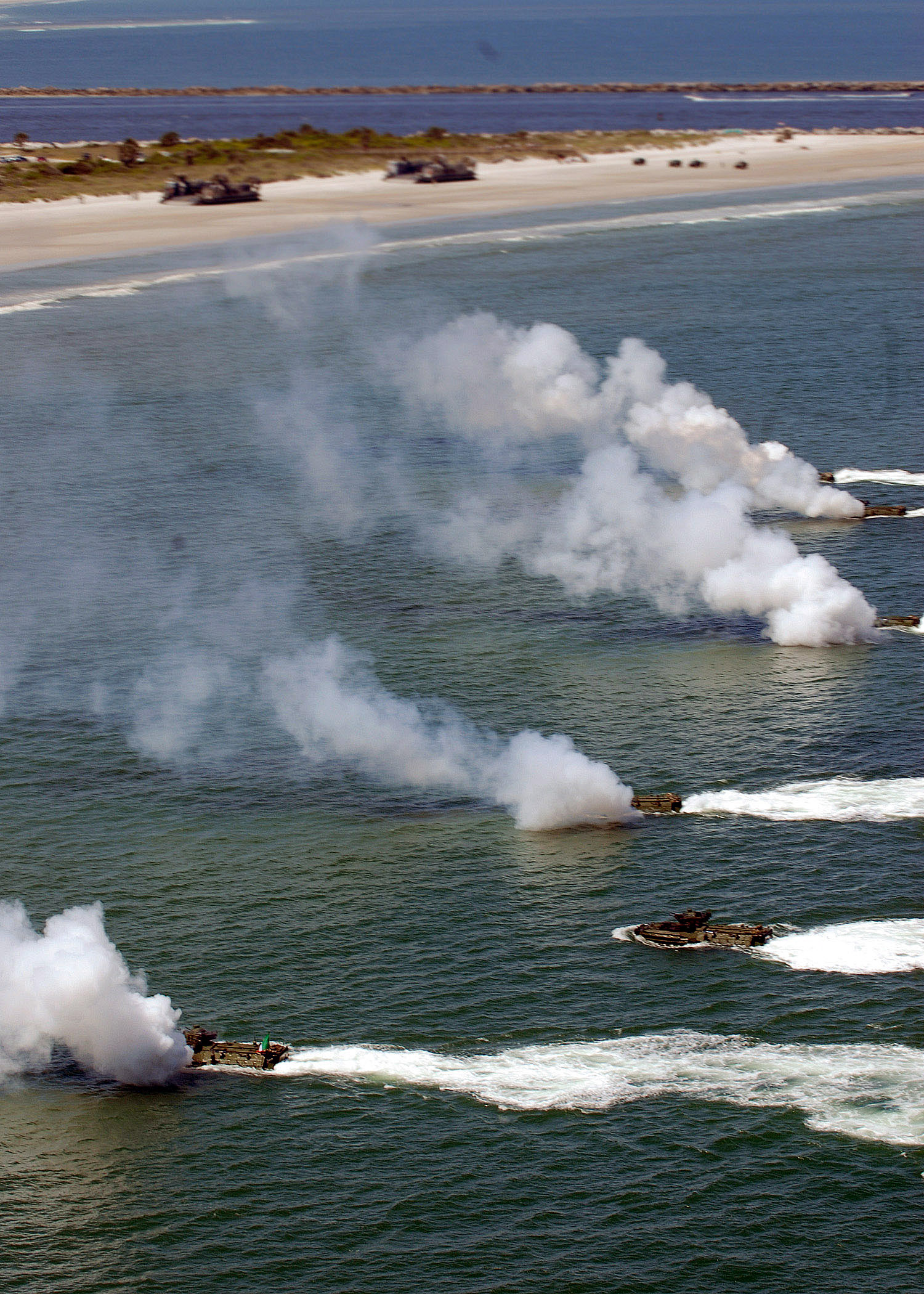
AAV Amfibievoertuigen van het USMC verspreiden rook om hun landing te dekken
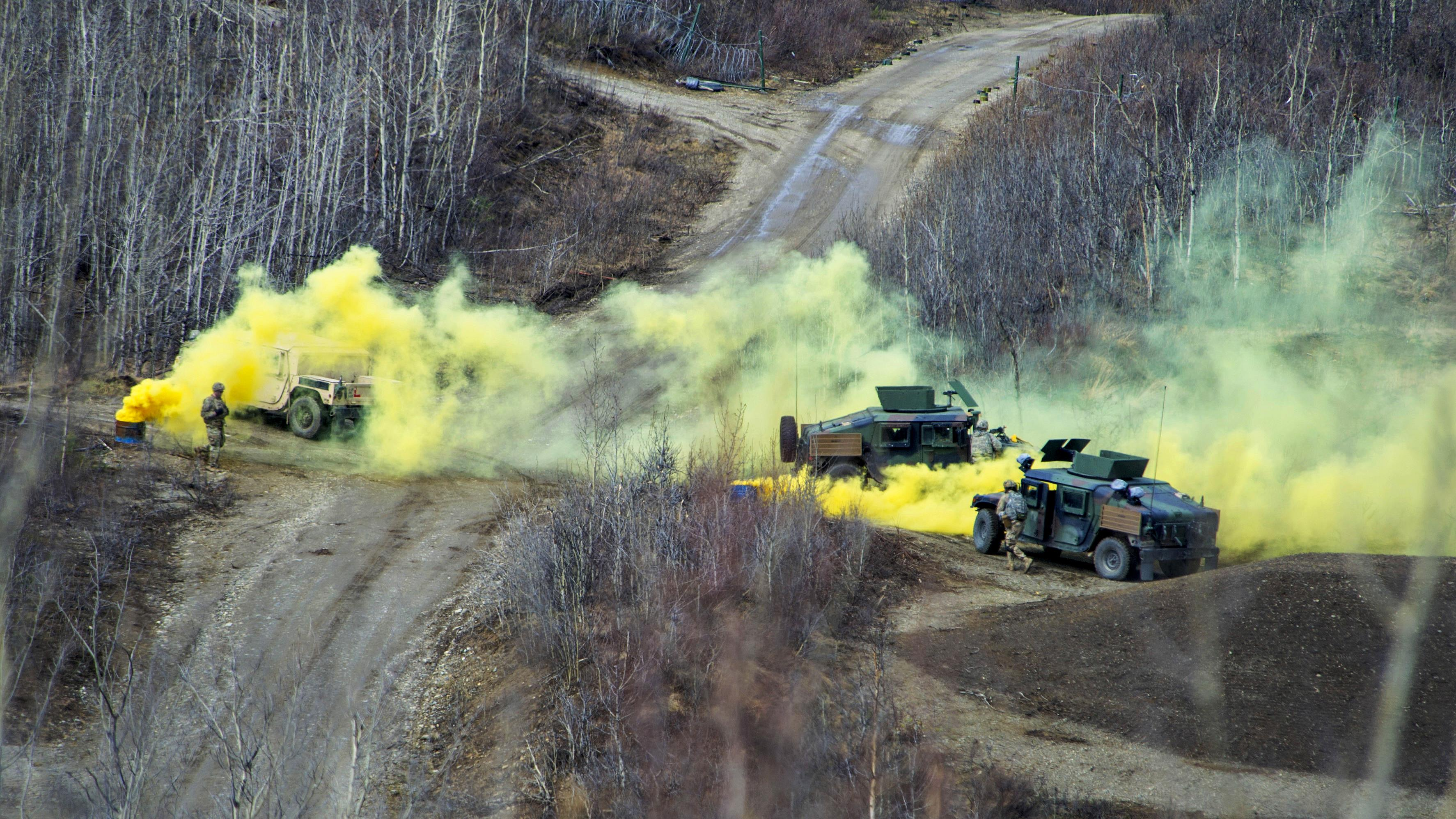
Gele rookgordijnen merkeren een locatie tijdens een oefening in Alaska in 2017
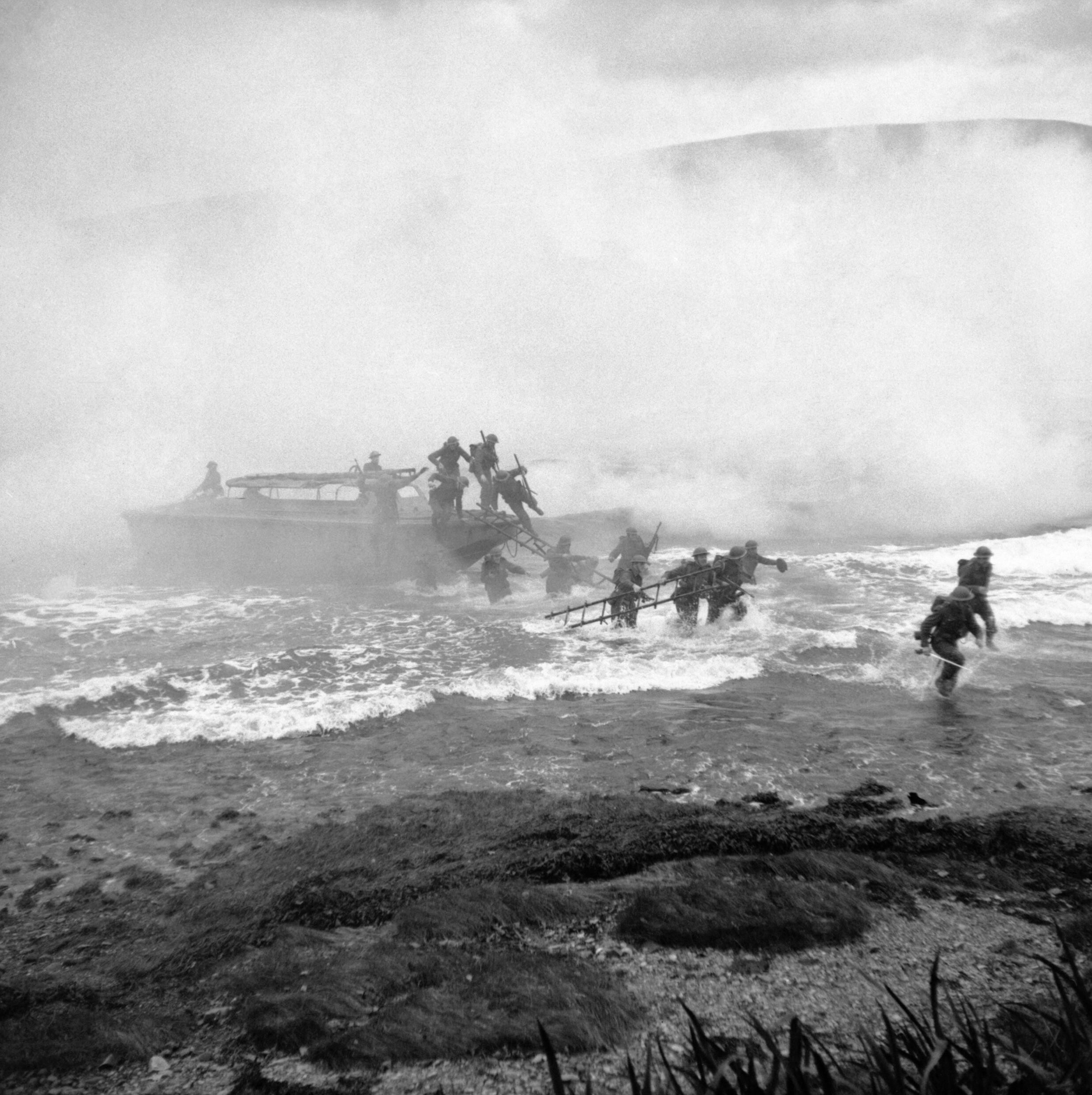
Britse en Schotse soldaten verlaten een landingsvaartuig onder dekking van een rookgordijn tijdens een oefening (1941)
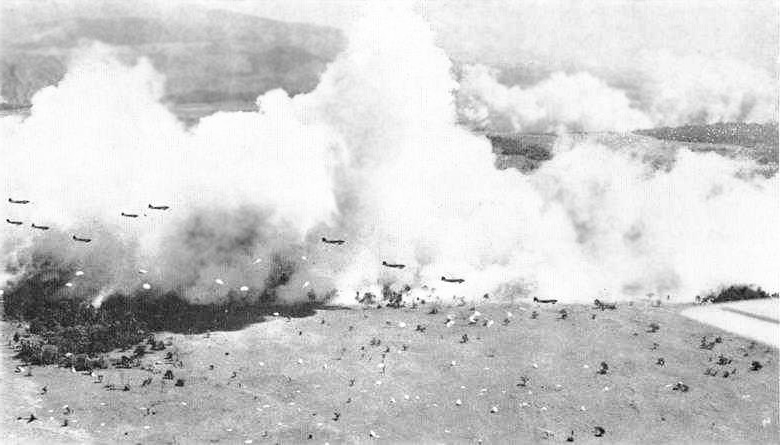
Parachutisten van het 503 PIR (US Army) landen in Nadzab, Nieuw Guinea onder dekking van een rookgordijn (1943)
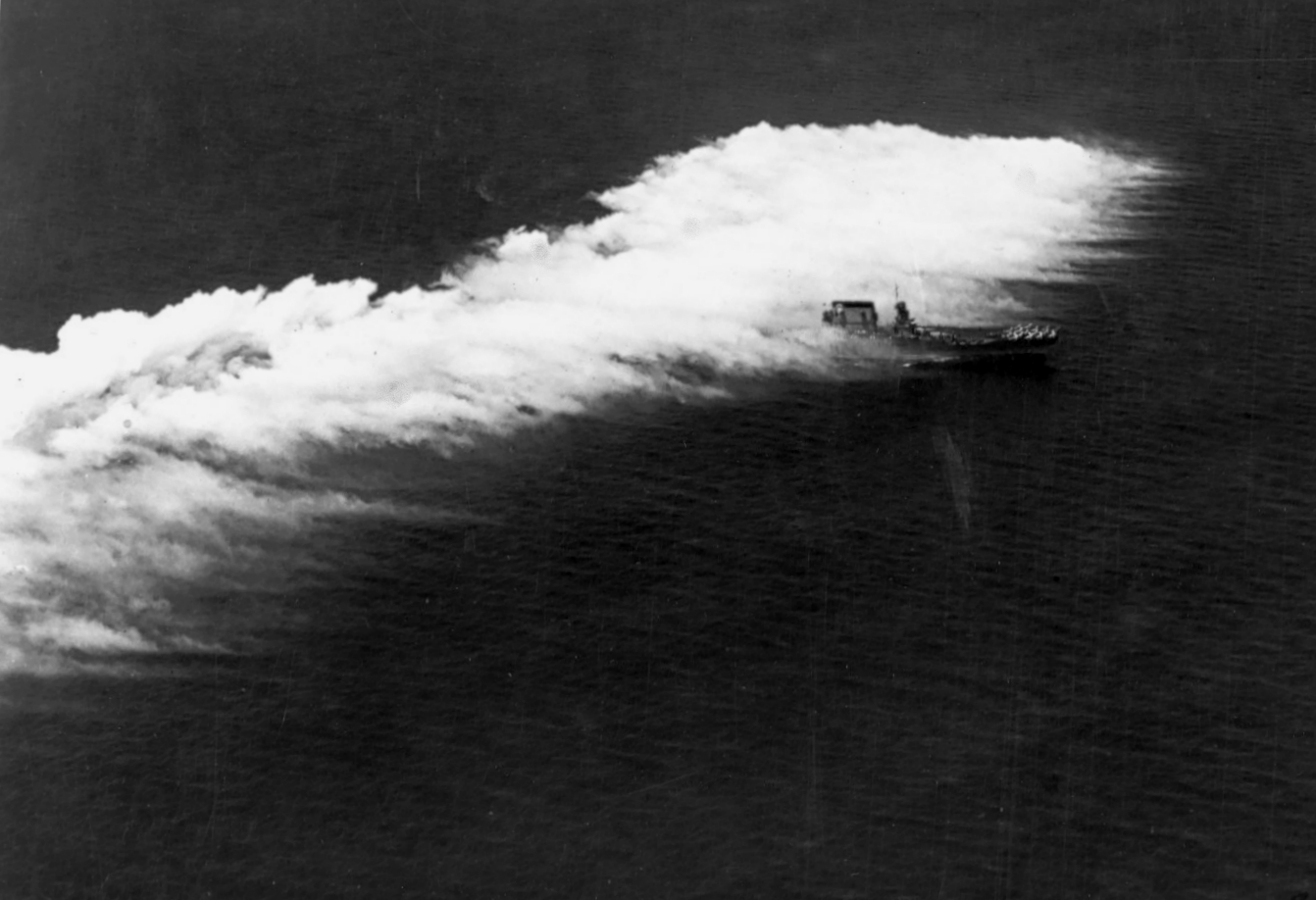
Vliegdekschip USS Lexington (CV-2) onder een rookgordijn (1929)

### RBLI
Een rookbuslanceerinrichting (RBLI) bestaat een houder op de buitenzijde van de romp van een voertuig, waarop een aantal lanceerlopen zijn gemonteerd in een waaiervorm. 
NAVO-rookgranaten hebben een diameter van 66 mm, en zijn ±185 mm lang. Het gewicht varieert per type tussen ± 0,75 kg en 1,5 kg. Er zijn verschillende soorten beschikbaar. Alle soorten produceren rook die maskeert tegen visuele waarneming, maar er zijn ook soorten die ook maskeren tegen infrarood/warmtebeeld- en/of radarsignalen. En granaten met gekleurde rook.
De rookbussen worden afgevuurd door een afvuurknop binnenin het voertuig in te drukken. Een salvo van granaten van een voertuig produceert een rookwolk van ±7 m hoog in een boog van ±110° ongeveer 30 m voor het voertuig. De rookwolk blijft 45-60 s hangen, afhankelijk van de weersomstandigheden.
Nederland
Nederlandse militaire voertuigen zijn voorzien van RBLI’s met loophouders waarop met bajonetsluitingen kunststof-lanceerlopen worden bevestigd. De buitendiameter van de lopen is 76 mm, de binnendiameter 67,5 mm. De loophouders zijn voorzien van elektrische ontstekers voor de rookbussen.

## Podiumtechniek

Rookmachines op een podium

Met podiumtechniek in de podiumkunsten of filmindustrie kan een rookgordijn worden toegepast voor het creëren van een sfeerbeeld. Om op mechanische wijze rook te produceren zijn er oilcrackers (plantaardige of minerale olie wordt door middel van perslucht verneveld), spuiten (olie of lysol wordt gemengd met lucht) en ultrasoon opgewekte rook (glycol/water-oplossingen worden tot kleine deeltjes ontleed).

## Communicatie (overdrachtelijk)
Binnen de communicatie zijn verschillende gesprekstechnieken voorhanden om in een gesprek een rookgordijn op te werpen, ofwel: de ander trachten af te leiden. Zo kan bijvoorbeeld in een dispuut met een persoonlijke aanval (ad hominem) de ander mentaal uit balans worden gebracht en van onderwerp laten veranderen.